# Corte Brugnatella
Corte Brugnatella – miejscowość i gmina we Włoszech, w regionie Emilia-Romania, w prowincji Piacenza.
Według danych na rok 2004 gminę zamieszkiwało 817 osób, 17,8 os./km².
Dodatkowo gmina ta posiada dwie eksklawy o nazwach: Lama Superiore oraz Valle Inferiore, które są dookoła otoczone przez prowincję Pawia (Lombardia).